# Vincent Karremans
Vincent Pieter Geert Karremans (ur. 12 listopada 1986 w Hadze) – holenderski polityk i samorządowiec, w latach 2024–2025 sekretarz stanu, od 2025 minister spraw gospodarczych.

## Życiorys
Absolwent Uniwersytetu Erazma w Rotterdamie, na którym uzyskał magisterium z ekonomii finansowej (2012) i prawa korporacyjnego (2013). Prowadził własny serwis internetowy zawierający oferty pracy dla studentów i młodych ludzi. Zaangażował się w działalność polityczną w ramach Partii Ludowej na rzecz Wolności i Demokracji. W 2018 został radnym miejskim w Rotterdamie, przewodniczył frakcji radnych swojego ugrupowania. W 2021 dołączył do miejskiej egzekutywy, w latach 2022–2024 pełnił funkcję zastępcy burmistrza.
W lipcu 2024 objął stanowisko sekretarza stanu w resorcie zdrowia, zabezpieczenia społecznego i sportu, powierzono mu sprawy dotyczące młodzieży, profilaktyki i sportu. W czerwcu 2025 powołany na urząd ministra spraw gospodarczych w rządzie Dicka Schoofa.